# Prix Tiiliskivi
Le Prix Tiiliskivi (finnois : Arvid Lydecken-palkinto) est un prix littéraire de Finlande.

## Liste des lauréats
| Année | Lauréat                                | Œuvre                         | Éditeur         |
| ----- | -------------------------------------- | ----------------------------- | --------------- |
| 2001  | Heikki Salo                            | Kynsilehto                    | Like            |
| 2002  | Tommi Liimatta                         | Avainlastu                    | WSOY            |
| 2003  | Jukka Naaranlahti                      | Istun asentoni sylissä        | Savukeidas      |
| 2004  | Marjo Niemi                            | Juostu maa                    | Teos            |
| 2005  | Katja Kettu                            | Surujenkerääjä                | WSOY            |
| 2006  | Riikka Pelo                            | Taivaankantaja                | Teos            |
| 2007  | Päivi Honkapää                         | Viides tuuli                  | WSOY            |
| 2008  | Marko Hautala                          | Itsevalaisevat                | Tammi           |
| 2009  | Antero Viinikainen                     | Orgo                          | WSOY            |
| 2010  | Teemu Manninen                         | Futurama                      | Poesia          |
| 2011  | Jermu Koskinen                         | Niin kauas kuin vyötä riittää | Helsinki-kirjat |
| 2012  | Marianna Kurtto                        | View-Master                   | WSOY            |
| 2013  | Marisha Rasi-Koskinen                  | Valheet                       | WSOY            |
| 2014  | Reetta Pekkanen                        | Pieniä kovia nuppuja          | Poesia          |
| 2015  | Inka Nousiainen & Satu Kettunen (ill.) | Yökirja                       | Tammi           |